# Koenraad van Neder-Lotharingen
Koenraad van Neder-Lotharigen, ook Koenraad van Franken of Koenraad van Italië (Hersfeld, 12 februari 1074 - Florence, 27 juli 1101) was de tweede zoon van keizer Hendrik IV en Bertha van Savoye.
Al op zijn tweede levensjaar werd hij verkozen als opvolger van zijn vader, en hij vergezelde deze op de boetetocht naar Canossa. Tevens werd hij door zijn vader aangesteld als hertog van Neder-Lotharingen. Dat bleef hij tot hij in 1087 werd verheven tot Rooms-Duits koning. In 1093 werd hij in Milaan gekroond tot koning van Italië en koos in de Investituurstrijd partij tégen zijn vader. Hij bleef koning tot 1098, toen zijn vader hem liet afzetten in Mainz.
Koenraad was gehuwd met Constance van Sicilië (-1138), een dochter van graaf Rogier I van Sicilië, een huwelijk dat kinderloos bleef.

## Voorouders
| Voorouders van Koenraad van Franken (1074-1101) | Voorouders van Koenraad van Franken (1074-1101)                   | Voorouders van Koenraad van Franken (1074-1101)                   | Voorouders van Koenraad van Franken (1074-1101)                   | Voorouders van Koenraad van Franken (1074-1101)                   | Voorouders van Koenraad van Franken (1074-1101)                   | Voorouders van Koenraad van Franken (1074-1101)                   | Voorouders van Koenraad van Franken (1074-1101)                        | Voorouders van Koenraad van Franken (1074-1101)                        |
| ----------------------------------------------- | ----------------------------------------------------------------- | ----------------------------------------------------------------- | ----------------------------------------------------------------- | ----------------------------------------------------------------- | ----------------------------------------------------------------- | ----------------------------------------------------------------- | ---------------------------------------------------------------------- | ---------------------------------------------------------------------- |
| Overgrootouders                                 | Keizer Koenraad II (990-1039) ∞ 909 Gisela van Zwaben (995-1043)  | Keizer Koenraad II (990-1039) ∞ 909 Gisela van Zwaben (995-1043)  | Willem V van Aquitanië (969-1030) ∞ Agnes van Mâcon (995-1068)    | Willem V van Aquitanië (969-1030) ∞ Agnes van Mâcon (995-1068)    | Humbert Withand (980-1048) ∞ Ancilla van Lenzberg (-)             | Humbert Withand (980-1048) ∞ Ancilla van Lenzberg (-)             | Manfred II Olderik van Turijn (980-1034/35) ∞ Bertha d'Este (990-1037) | Manfred II Olderik van Turijn (980-1034/35) ∞ Bertha d'Este (990-1037) |
| Grootouders                                     | Keizer Hendrik III (1017-1056) ∞ 909 Agnes van Poitou (1024-1077) | Keizer Hendrik III (1017-1056) ∞ 909 Agnes van Poitou (1024-1077) | Keizer Hendrik III (1017-1056) ∞ 909 Agnes van Poitou (1024-1077) | Keizer Hendrik III (1017-1056) ∞ 909 Agnes van Poitou (1024-1077) | Otto van Savoye (1021-1059) ∞ Adelheid van Susa (1014/20-1091)    | Otto van Savoye (1021-1059) ∞ Adelheid van Susa (1014/20-1091)    | Otto van Savoye (1021-1059) ∞ Adelheid van Susa (1014/20-1091)         | Otto van Savoye (1021-1059) ∞ Adelheid van Susa (1014/20-1091)         |
| Ouders                                          | Keizer Hendrik IV (1050-1106) ∞ 909 Bertha van Savoye (1051-1087) | Keizer Hendrik IV (1050-1106) ∞ 909 Bertha van Savoye (1051-1087) | Keizer Hendrik IV (1050-1106) ∞ 909 Bertha van Savoye (1051-1087) | Keizer Hendrik IV (1050-1106) ∞ 909 Bertha van Savoye (1051-1087) | Keizer Hendrik IV (1050-1106) ∞ 909 Bertha van Savoye (1051-1087) | Keizer Hendrik IV (1050-1106) ∞ 909 Bertha van Savoye (1051-1087) | Keizer Hendrik IV (1050-1106) ∞ 909 Bertha van Savoye (1051-1087)      | Keizer Hendrik IV (1050-1106) ∞ 909 Bertha van Savoye (1051-1087)      |

vet = keizer · cursief = tegenkoning · 1 = medekoning (in een deelrijk) · 2 = afkomstig uit een andere dynastie